# Unidentia
Unidentia Millen & Hermosillo, 2012 è un genere di molluschi nudibranchi, unico genere della famiglia Unidentiidae.

## Tassonomia
Comprende le seguenti specie:
- Unidentia aliciae Korshunova, Mehrotra, Arnold, Lundin, Picton & Martynov, 2019
- Unidentia angelvaldesi Millen & Hermosillo, 2012
- Unidentia nihonrossija Korshunova, Martynov, Bakken, Evertsen, Fletcher, Mudianta, Saito, Lundin, Schrödl & Picton, 2017
- Unidentia sandramillenae Korshunova, Martynov, Bakken, Evertsen, Fletcher, Mudianta, Saito, Lundin, Schrödl & Picton, 2017